# Silenciador (motores)

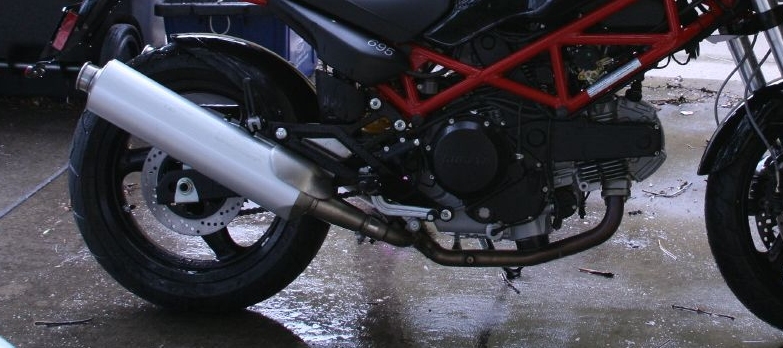
Silenciador (plateado) y tubo de escape de una motocicleta Ducati 695

Un mofle, mufla o silenciador es un dispositivo que se usa para reducir el ruido que emite un motor de combustión interna y forma parte del sistema de escape del mismo.

## Historia
La primera patente otorgada en EE. UU. para un sistema reductor de ruido para motores (‘Exhaust muffler for engines’) se le otorgó a los inventores Milton O. Reeves, Marshall T. Reeves y Marvin J. Scoot de Columbus, Indiana el 11 de mayo de 1897, con el número de patente 582485. Está descrita como que inventaron una mejora a un sistema de reducción de ruido de motores: “have invented certain new and useful Improvements in Exhaust-Mufflers for engines”.

## Descripción

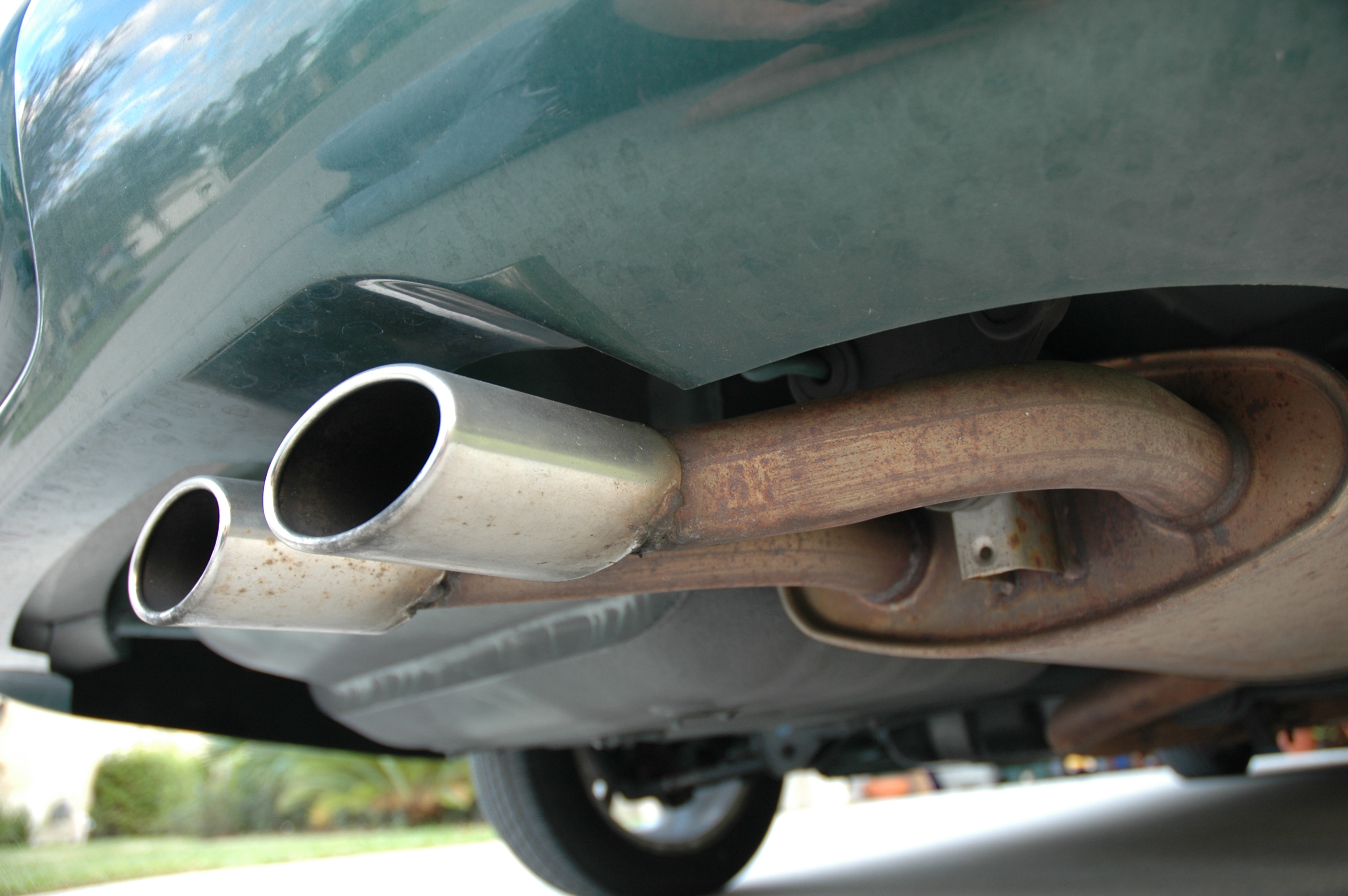
Escape doble unido al mofle de un auto de pasajeros

Los silenciadores vienen instalados dentro del sistema de escape de la mayoría de los motores de combustión interna. Está diseñado para disminuir la presión de sonido mediante cámaras y amortiguamiento del sonido mediante fibra de vidrio y materiales que absorben el sonido. También se aprovecha el fenómeno de resonancia de la columna de gas de modo que el largo de la columna se escoge para que resuene a frecuencias con defase de 180° de modo que ocurra la cancelación del sonido interferencia destructiva. Un fenómeno inevitable es que cualquier dispositivo que restrinja el libre flujo de los gases de escape, influirá en el funcionamiento del motor al limitar la capacidad de salida de los gases y se notará como una menor fuerza de salida en los pistones y menor potencia y trabajo entregado, por lo que el cuidadoso diseño del silenciador será un compromiso entre la potencia y la comodidad que el motor logre.
Existen dispositivos que cambian el flujo de gas y sonido de los silenciadores su instalación y modificación de los sistemas de escape está normalmente regulado en los distintos países y lugares de modo que puede estar incluso penado dependiendo de la aplicación y lugar donde se usen los motores modificados.
En algunos países es común el uso de un dispositivo similar llamado roncador pero a diferencia del silenciador como tal aumenta el nivel de sonido del escape. Generalmente se usa en vehículos de competencia, mas en la mayor parte de los países está prohibido debido a la contaminación sónica que suele generar.

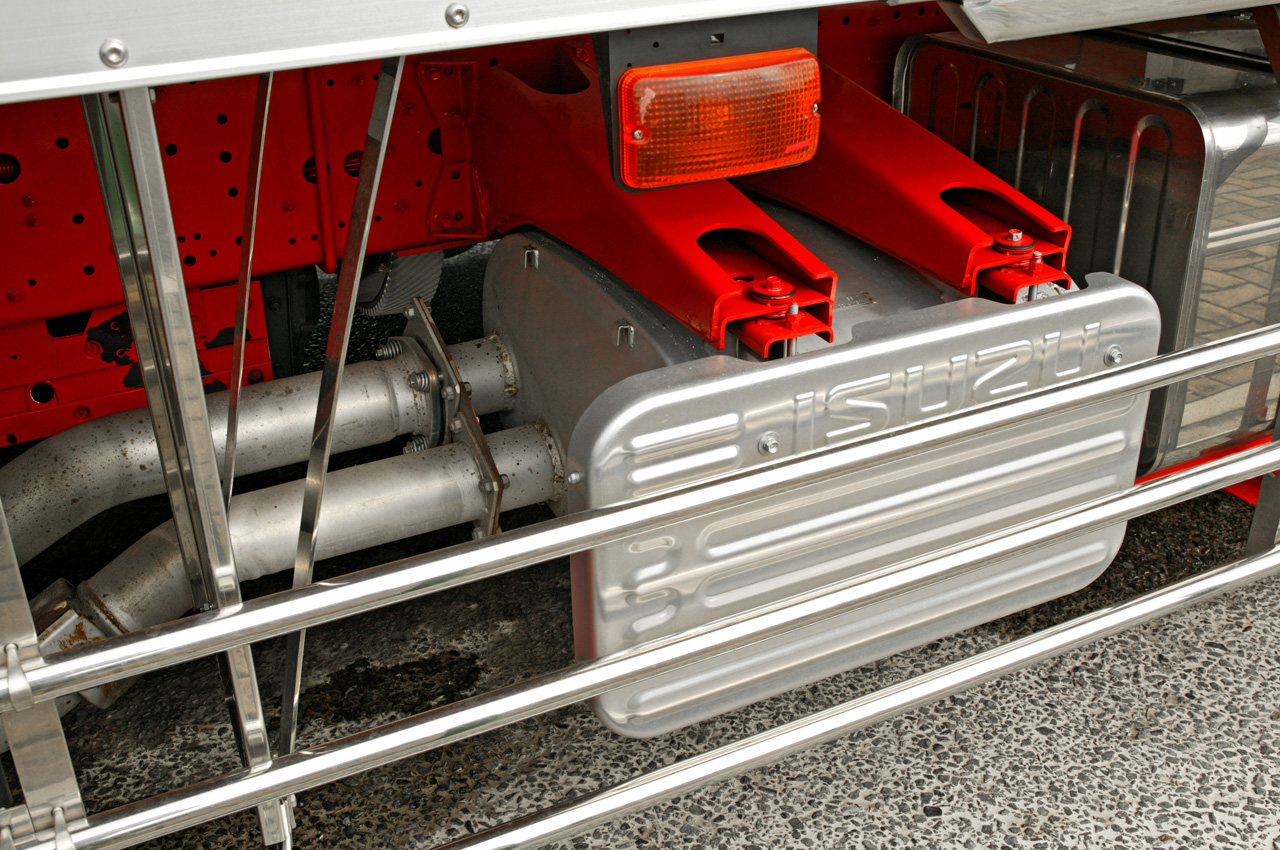
Un silenciador en un motor diésel de gran camión